# Euphlyctis
Euphlyctis là một chi động vật lưỡng cư trong họ Dicroglossidae, thuộc bộ Anura. Chi không bị đe dọa tuyệt chủng.

## Phân bố
Tây nam bán đảo Ả Rập; Pakistan, Afghanistan, Ấn Độ, Nepal, Myanma, Thái Lan, Malaya, Sri Lanka.

## Tên gọi
Tên gọi phổ biến trong tiếng Anh của các loài ếch này là Five-fingered frog (ếch năm ngón).

## Phân loại và phát sinh chủng loài
Trước đây được coi là phân chi của chi Rana. Năm 1985, lần đầu tiên được nâng cấp thành một chi riêng biệt. Kiểu sắp xếp này được nhiều tác giả khác sau này tuân theo. Trên cơ sở dữ liệu trình tự DNA người ta cho rằng Euphlyctis (giả định là đơn ngành) là đơn vị phân loại chị em với chi Hoplobatrachus, với các chi Fejervarya, Sphaeroteca, Nannophrys và Limnonectes tạo thành các mối quan hệ họ hàng xa hơn. Pyron và Wiens (2011) xác nhận tính đơn ngành của Euphlyctis, cũng như vị trí chị em của nó với Hoplobatrachus, cũng như ước tính phát sinh chủng loài cho các loài lấy mẫu.

## Các loài
- Euphlyctis aloysii Joshy, Alam, Kurabayashi, Sumida & Kuramoto, 2009
- Euphlyctis cyanophlyctis (Schneider, 1799)
- Euphlyctis ehrenbergii (Peters, 1863)
- Euphlyctis ghoshi (Chanda, 1991)
- Euphlyctis hexadactylus (Lesson, 1834)
- Euphlyctis mudigere Joshy, Alam, Kurabayashi, Sumida & Kuramoto, 2009

## Hình ảnh

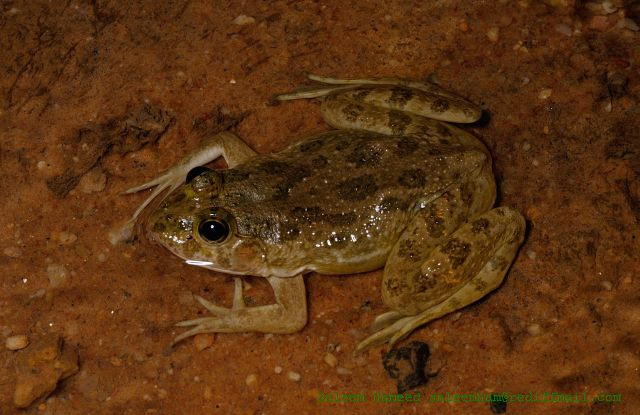